# ضحاک بن مزاحم
ابوالقاسم ضحاک بن مزاحم هلالی خراسانی (متوفای ۱۰۵ ه.ق) از مفسران مشهور مسلمان است که از تابعین نقل روایت کرده‌است. وی بیشتر از سعید بن جبیر در میان تابعین نقل روایت داشته‌است و در علم تفسیر، توانا و بی مانند معرفی شده‌است. از وی دو تفسیر کبیر و صغیر بر جای مانده‌است که مرجع تفاسیر بزرگی چون تفسیر طبری و مجمع البیان طبرسی است. ضحاک همچنین از اصحاب سجاد - امام چهارم شیعیان امامیه - است. اصل وی از بلخ گزارش شده‌است که مدتی را در نیشابور به سر برده‌است. از جمله اساتید وی می‌توان به سعید بن جبیر، ابن عباس، ابوسعید خدری، عبدالله بن عمر، انس بن مالک، اسود بن یزید، عطاء بن ابی‌ریاح، طاووس بن کیسان و... اشاره کرد. وی را معلم کودکان گزارش کرده‌اند که هزاران کودک را در مکتب‌خانه تربیت کرده‌است. آورده‌اند که او برای این کار مزدی دریافت نمی‌کرد. وی سرانجام به سال ۱۰۲ یا ۱۰۵ ه.ق در خراسان از دنیا رفت. منابع در تاریخ وفاتش دچار اختلاف هستند؛ در کتاب تقویم التواریخ و النجوم الزاهرة، سال درگذشتش ۱۰۲ و در کتاب الکامل فی التاریخ و طبقات کبری، سال درگذشتش، ۱۰۵ ه.ق گزارش شده‌است.

## آثار
- التفسیر[۲]